# Telefon
Telefon is een Amerikaanse film uit 1977 van Don Siegel met in de hoofdrollen Charles Bronson, Lee Remick en Donald Pleasence. Het script is gebaseerd op de gelijknamige roman uit 1975 van Walter Wager. Critici konden de film waarderen. De film was een succes in de bioscopen.

## Verhaal
Na de Cubacrisis in 1963 zet de Sovjet-Unie in de VS een geheim project op, Telefon genaamd. Een groot aantal "slapende" agenten wordt door de hele VS gestationeerd. De agenten zijn gehersenspoeld en weten niet dat ze agent zijn voor de Sovjet-Unie. In de VS krijgen ze de identiteit van reeds overleden Amerikanen en leiden een normaal en rustig bestaan. Als de Sovjet-Unie de tijd rijp acht om de VS binnen te vallen, kunnen de agenten worden ingezet via een telefonisch oproep. Als de agent de telefoon aanneemt hoort hij een speciale code gevolgd door zijn echte naam. Als de agent actief is moet hij sabotage verrichten door belangrijke doelen in de VS op te blazen. Twintig jaar verstrijken zonder dat het nodig is de agenten te activeren en binnen het KGB wordt het project min of meer vergeten. Maar dan weet KGB-agent Nikolai Dalchimsky over te lopen naar de VS. Hij is ontevreden over de luwte die is opgetreden in de koude oorlog en wil spanning tussen de VS en de Sovjet-Unie veroorzaken. Hij heeft om die reden het Telefonboek bij zich, met daarin de adressen, telefoonnummers en namen van de agenten van het geheime project. Dalchimsky belt de agenten en activeert ze een voor een. De Amerikaanse inlichtingendienst wordt nu geconfronteerd met schijnbaar gewone burgers die fabrieken en militaire installaties opblazen om vervolgens zelfmoord te plegen. Het verbaast de Amerikaanse overheid omdat sommige faciliteiten al jaren geleden verlaten zijn door het leger of de CIA. De KGB krijgt inmiddels lucht van de sabotage door hun eigen 'slapende' agenten en raakt in paniek. Men kan noch het Kremlin, noch Washington inlichten over het geheime project Telefon en erger, over hun onvermogen het plan buiten werking te stellen. Ze sturen KGB-majoor Grigori Bortsov naar de VS. Bortsov heeft een fotografisch geheugen en heeft het reserve Telefonboek uit zijn hoofd geleerd. Zijn opdracht is de eliminatie van Dalchimsky. In de VS krijgt hij hulp van KGB-agent Barbara. Wat Bortsov niet weet is dat Barbara opdracht heeft hem te vermoorden als hij in zijn opdracht slaagt. Wat de KGB weer niet weet is dat Barbara een dubbelagent is die werkt voor de CIA. Maar ook de CIA wil dat Bortsov vermoord wordt, zodat de agente het vertrouwen kan winnen van de KGB. Maar Barbara wordt verliefd op haar doelwit en vertelt Bortsov alles, waarna de twee gaan samenwerken tegen hun respectievelijke broodheren. Zowel de CIA als de KGB krijgt te horen om zich niet met hen te bemoeien, anders zullen zij alsnog de overige Telefonagenten onthullen.

## Rolverdeling
| Acteur           | Personage           | Opmerkingen     |
| ---------------- | ------------------- | --------------- |
| Charles Bronson  | Grigori Bortsov     | KGB-majoor      |
| Lee Remick       | Barbara             | KGB-agent in VS |
| Donald Pleasence | Nikolai Dalchimsky  | KGB-agent       |
| Tyne Daly        | Putterman           | computerexpert  |
| Alan Badel       | Malchenko           | KGB-kolonel     |
| Patrick Magee    | Strelsky            | KGB-generaal    |
| Sheree North     | Marie Wills         |                 |
| Frank Marth      | Sandburg            |                 |
| John Mitchum     | Harry Bascom        |                 |
| Ed Bakey         | Carl Hassler        |                 |
| Hank Brandt      | William Enders      |                 |
| Ansa Ikonen      | Dalchimsky's moeder |                 |

## Achtergrond

### Titel
Telefon is het Russische woord voor telefoon. De "slapende" agenten in de VS worden "gewekt" met een telefonische oproep in code.

### Code
In de film worden gehersenspoelde Russische agenten geactiveerd met een code. Deze code luidt: Stopping by Woods on a Snowy Evening. Dit is de titel van een gedicht van Robert Frost. Het werd gepubliceerd in zijn bundel New Hampshire (1923).

### Productie
Aanvankelijk zou James B. Harris de film regisseren, maar M-G-M wilde een 'grote naam' voor de regie en vroeg Don Siegel. Scenarist Peter Hyams die eigenlijk de film ook had wilde regisseren, was al afgewezen.
Siegel was overigens weinig enthousiast over het scenario. Hij vond de plot te 'ongeloofwaardig voor woorden'. Voor de hoofdrol was Charles Bronson uitverkoren. Bronson had met Death Wish wereldfaam gekregen gemaakt en stond op toppunt van zijn roem. Hij kreeg 1,5 miljoen dollar voor zijn rol.
Regisseur Siegel en hoofdrolspeler Bronson hadden aanvankelijk wat problemen met elkaar. De regisseur eiste dat Bronson zijn snor zou afscheren. Siegel leek het logisch dat een KGB-spion zonder snor zou arriveren in de VS om zich later eventueel te kunnen vermommen. Het enige wat Bronson echter zei was, "Geen snor, geen Bronson", waarna de regisseur alleen maar zijn schouders op kon halen. Een ander incident ontstond toen Bronson weigerde actrice Lee Remick te zoenen in de scène waar ze hem ontmoet op het vliegveld. Volgens Bronson kuste hij ook zijn eigen vrouw niet bij een ontmoeting op het vliegveld. Maar nu hield Siegel zijn poot stijf. Althans, hij vroeg Lee Remick om Bronson toch te zoenen. Remick, die de enorme Bronson zag staan, schrok en zei:, "Liever niet Don, dat durf ik niet, zo dadelijk slaat hij me nog!". Maar de scène verliep zonder problemen en Bronson liet zich kussen. Wel liep het uit de hand tijdens opnamen in een glazen lift. Siegel had met zwart plakband de route aangegeven die Bronson moest volgen als hij de lift stapte. Bronson ontstak in woede en riep: "Niemand zegt mij hoe ik uit een lift moet lopen!". Siegel legde uit dat het plakband een functie had om de lift goed in beeld te krijgen, maar Bronson was nog altijd boos. Hierop dreigde Siegel weg te lopen van de set, waarna Bronson inbond. Na deze aanvaring spraken ze het uit, en vanaf dat moment verliep alles prima.

### Locaties
Omdat de film deels in de Sovjet-Unie speelt en Amerikaanse filmploegen daar tijdens de Koude Oorlog niet welkom waren, week Siegel uit naar Finland. Helsinki was een favoriete plaats voor filmers die opnamen van Moskou nodig hadden. De stad heeft veel gebouwen en straten die lijken op straten en gebouwen in de Russische hoofdstad. (Siegel gebruikte ook een aantal Finse filmacteurs in cameorollen, zoals bijvoorbeeld de actrice Ansa Ikonen). Een orthodoxe kerk in Moskou bijvoorbeeld was in werkelijkheid de Oespenski-kathedraal in Helsinki.
Ook de Amerikaanse steden in de film zijn niet altijd echt. Zo maakte Siegel opnames in Great Falls (Montana), dat moest doorgaan voor Houston. Een van de exploderende gebouwen is in werkelijkheid Paris Gibson Junior High School in Great Falls, dat toch al op de nominatie stond gesloopt te worden. Andere scènes die in Houston spelen werden opgenomen op de buitenterreinen van de MGM-studio in Los Angeles. De interieurscènes van het Houston Hyatt Regency werden opgenomen in het 5 Embarcadero Center in San Francisco.